# Grand Prix-wegrace van Oostenrijk 1984
De Grand Prix-wegrace van Oostenrijk 1984 was de vierde Grand Prix van het wereldkampioenschap wegrace-seizoen 1984. De races werden verreden op 20 mei 1984 op de Salzburgring nabij Salzburg. Voor de zijspanklasse was dit de eerste race van het seizoen. 

## Algemeen
De Salzburgring was intussen het snelste circuit van het hele seizoen en het topvermogen was dan ook veel belangrijk dat het gewicht of de wendbaarheid, want behalve een chicane kende het slechts twee bochten: de "Fahrerlagerkurve" en de "Nockstein-Kehre". Daarmee hadden in de 500cc-klasse de Yamaha OW 76 en in de 80cc-klasse de Krauser-LCR-Zündapps een groot voordeel. De races werden bezocht door 80.000 toeschouwers.

## 500cc-klasse
Honda had een hele armada om Eddie Lawson af te stoppen en de nog steeds geblesseerde Freddie Spencer aan de overwinning te helpen. Spencer verklaarde na de opwarmronde dat zijn Honda NSR 500 viercilinder nu optimaal liep, maar dat daardoor juist wegliggingsproblemen aan het licht waren gekomen. Teamgenoot Randy Mamola nam in de race de leiding, werd heel even gepasserd door Spencer maar maakte dat onmiddellijk weer goed. Na de eerste ronde leidde Mamola voor Ron Haslam, Freddie Spencer, Rob McElnea, Raymond Roche, Virginio Ferrari en de slecht gestarte Lawson, die na de eerste ronde al aanhaakte achter Spencer. Mamola en Lawson reden weg van de rest en maakten er een interessant gevecht van, waarbij ze na twintig ronden tien seconden voorsprong hadden op Haslam en Spencer. Tegen het eind van de race ging Mamola plotseling twee seconden per ronden langzamer rijden, naar eigen zeggen omdat zijn motor een paar keer bijna vastliep, maar iedereen begreep dat hij volgens - verboden - stalorders op Spencer moest wachten. Daar deed Mamola ook niet moeilijk over: "Ik had Freddie toch wel voorbijgelaten". Ron Haslam had Spencer ook al laten passeren, maar legde de oorzaak bij een versleten voorband. In elk geval had het publiek niet meer dan een fluitconcert over voor de Honda-coureurs. 
| Freddie Spencer had nog steeds last van zijn voeten, waaraan hij tijdens de Atlantic Trophy geblesseerd was geraakt en die nog nauwelijks in zijn laarzen pasten. Hij kon dan ook de tijd van teamgenoot Randy Mamola niet benaderen en in de laatste training klasseerde ook Eddie Lawson zich nog voor Spencer. Rob McElnea klasseerde zich met zijn 1983 fabrieks-Suzuki als vierde, een stuk beter dan de nieuwe machines van Franco Uncini en Sergio Pellandini. \| 1. \| Randy Mamola \| HRC-Honda \| 1:18.15 \| \| 2. \| Eddie Lawson \| Marlboro-Yamaha \| 1:18.85 \| \| 3. \| Freddie Spencer \| HRC-Honda \| 1:19.00 \| \| 4. \| Rob McElnea \| Heron-Suzuki \| 1:19.98 \| \| 5. \| Ron Haslam \| HRC-Honda \| 1:20.00 \| \| 6. \| Raymond Roche \| Honda \| 1:20.04 \| \| 7. \| Reinhold Roth \| Fath-Honda \| 1:20.13 \| \| 8. \| Virginio Ferrari \| Marlboro-Yamaha \| 1:20.39 \| \| 9. \| Franco Uncini \| HB-Suzuki \| 1:20.48 \| \| 10. \| Boet van Dulmen \| Bakker-Suzuki \| 1:20.81 \| |                  |                 |         |
| 1. | Randy Mamola     | HRC-Honda       | 1:18.15 |
| 2. | Eddie Lawson     | Marlboro-Yamaha | 1:18.85 |
| 3. | Freddie Spencer  | HRC-Honda       | 1:19.00 |
| 4. | Rob McElnea      | Heron-Suzuki    | 1:19.98 |
| 5. | Ron Haslam       | HRC-Honda       | 1:20.00 |
| 6. | Raymond Roche    | Honda           | 1:20.04 |
| 7. | Reinhold Roth    | Fath-Honda      | 1:20.13 |
| 8. | Virginio Ferrari | Marlboro-Yamaha | 1:20.39 |
| 9. | Franco Uncini    | HB-Suzuki       | 1:20.48 |
| 10. | Boet van Dulmen  | Bakker-Suzuki   | 1:20.81 |

### Uitslag 500cc-klasse
| Pos | Coureur           | Merk                | Tijd     | Grid | Punten |
| --- | ----------------- | ------------------- | -------- | ---- | ------ |
| 1   | Eddie Lawson      | Marlboro-Yamaha     | 41:23.54 | 2    | 15     |
| 2   | Freddie Spencer   | HRC-Honda           | 41:46.19 | 3    | 12     |
| 3   | Randy Mamola      | HRC-Honda           | 41:47.53 | 1    | 10     |
| 4   | Ron Haslam        | HRC-Honda           |          | 5    | 8      |
| 5   | Rob McElnea       | Heron-Suzuki        |          | 4    | 6      |
| 6   | Raymond Roche     | Honda               |          | 6    | 5      |
| 7   | Reinhold Roth     | Fath-Honda          |          | 7    | 4      |
| 8   | Boet van Dulmen   | Bakker-Suzuki       |          | 10   | 3      |
| 9   | Sergio Pellandini | HB-Gallina-Suzuki   |          |      | 2      |
| 10  | Barry Sheene      | Heron-Harris-Suzuki | +1 ronde | 11   | 1      |
| 11  | Franco Uncini     | HB-Gallina-Suzuki   | +1 ronde | 9    |        |
| 12  | Fabio Biliotti    | Honda               | +1 ronde |      |        |
| 13  | Keith Huewen      | Honda               | +1 ronde |      |        |
| 14  | Virginio Ferrari  | Marlboro-Yamaha     | +1 ronde | 8    |        |
| 15  | Klaus Klein       | Suzuki              | +1 ronde |      |        |
| 16  | Massimo Broccoli  | Honda               | +1 ronde |      |        |
| 17  | Rob Punt          | Suzuki              | +1 ronde | 29   |        |
| 18  | Paolo Ferretti    | Suzuki              | +1 ronde |      |        |
| 19  | Marco Papa        | Honda               | +1 ronde |      |        |
| 20  | Chris Guy         | Honda               | +1 ronde |      |        |
| 21  | Lorenzo Ghiselli  | Suzuki              |          |      |        |
| 22  | Louis-Luc Maisto  | Honda               |          |      |        |
| 23  | Manfred Fischer   | Juchem              |          |      |        |

### Niet gefinisht
| Coureur             | Merk                 | Oorzaak | Grid |
| ------------------- | -------------------- | ------- | ---- |
| Didier de Radiguès  | Chevallier-ELF-Honda |         |      |
| Leandro Becheroni   | Suzuki               |         |      |
| Christian le Liard  | Chevallier-ELF-Honda |         |      |
| Wolfgang von Muralt | Suzuki               |         |      |
| Brett Hudson        | Suzuki               |         |      |
| Josef Ragginger     | Suzuki               |         |      |
| Marco Lucchinelli   | Cagiva               |         |      |

### Niet gestart
| Coureur       | Merk  | Oorzaak         | Grid            |
| ------------- | ----- | --------------- | --------------- |
| Gustav Reiner | Honda | Hersenschudding | Hersenschudding |

### Niet gekwalificeerd
| Coureur             | Merk   | Oorzaak  |
| ------------------- | ------ | -------- |
| Yashuhiko Gomibuchi | Suzuki |          |
| Hans Schuster       | Suzuki |          |
| Peter Sköld         | Honda  | Blessure |

### Niet deelgenomen
| Coureur           | Merk      | Oorzaak  |
| ----------------- | --------- | -------- |
| Wayne Gardner     | Honda     | Contract |
| Takazumi Katayama | HRC-Honda | Blessure |
| Tadahiko Taira    | Yamaha    |          |
| Roger Marshall    | Honda     | Contract |
| Eero Hyvärinen    | Suzuki    |          |
| Armando Errico    | Suzuki    |          |
| Hervé Moineau     | Cagiva    |          |

### Top tien tussenstand 500cc-klasse
| Pos. | Coureur            | Merk                 | Ptn. |
| ---- | ------------------ | -------------------- | ---- |
| 1    | Eddie Lawson       | Marlboro-Yamaha      | 57   |
| 2    | Raymond Roche      | HRC-Honda / Honda    | 37   |
| 3    | Freddie Spencer    | HRC-Honda            | 27   |
| 4    | Randy Mamola       | HRC-Honda            | 22   |
| 5    | Ron Haslam         | HRC-Honda            | 21   |
| 6    | Boet van Dulmen    | Bakker-Suzuki        | 17   |
| 7    | Barry Sheene       | Heron-Harris-Suzuki  | 15   |
| 8    | Reinhold Roth      | Fath-Honda           | 9    |
| 9    | Wayne Gardner      | Honda                | 8    |
| 9    | Didier de Radiguès | Chevallier-ELF-Honda | 8    |
| 9    | Sergio Pellandini  | HB-Gallina-Suzuki    | 8    |

## 250cc-klasse
Nu de trainingstijden zo dicht bij elkaar lagen was het ook logisch dat er een kopgroep van 18 man ontstond in de 250cc-race van Oostenrijk. Carlos Lavado en Christian Sarron maakten zich los van de groep, waarvan Manfred Herweh een ronde lang de leiding had gehad. De achtervolgende groep bestond uit Toni Mang, Jacques Cornu, Manfred Herweh, Guy Bertin, Alan Carter en de Salzburger Stefan Klabacher, die het verrassend goed deed met zijn overjarige Rotax. De groep wisselde voortdurend van positie. Intussen bleek Sarron de snelste machine te hebben, waardoor Lavado risico's moest nemen om bij te blijven. Sarron had ook voor hardere banden gekozen, waardoor hij in de bochten rustiger moest rijden, maar bochten waren er bijna niet. In de twaalfde ronde nam Herweh de derde plaats in, maar in zijn pogingen om Mang en Bertin af te schudden viel hij. Vlak voor de finish kwam Lavado Sarron voorbij, maar hij werd naar buiten gedreven en viel in de berm. Hij kon zijn machine weer aanduwen, maar werd slechts vijfde. Mang werd tweede voor Sito Pons. Wayne Rainey zag zijn goede trainingstijd tenietgedaan doordat zijn machine pas aansloeg toen het hele veld al vertrokken was. In zijn jacht naar voren kwam hij ten val. 
| De tien snelsten kwalificeerden zich in Oostenrijk precies binnen één seconde. Hoewel de Pernod-coureurs klaagden over gebrek aan topvermogen, wisten ze zich toch te kwalificeren. Dat gold niet voor de Honda-coureurs, die een tweede mislukte poging deden om zich met de gloednieuwe Honda RS 250 R te plaatsen voor de race. \| 1. \| Christian Sarron \| Sonauto-Yamaha \| 1:24.78 \| \| 2. \| Manfred Herweh \| Bakker-Real-Rotax \| 1:24.88 \| \| 3. \| Wayne Rainey \| Roberts-Marlboro-Yamaha \| 1:25.25 \| \| 4. \| Carlos Lavado \| Venemotos-Yamaha \| 1:25.26 \| \| 5. \| Toni Mang \| HB-Yamaha \| 1:25.40 \| \| 6. \| Sito Pons \| JJ Cobas-Rotax \| 1:25.40 \| \| 7. \| Mario Rademeyer \| Yamaha \| 1:25.64 \| \| 8. \| Jean-Michel Mattioli \| Chevallier-Yamaha \| 1:25.66 \| \| 9. \| Stéphane Mertens \| Yamaha \| 1:25.76 \| \| 10. \| Jean-François Baldé \| Pernod \| 1:25.78 \| |                      |                         |         |
| 1. | Christian Sarron     | Sonauto-Yamaha          | 1:24.78 |
| 2. | Manfred Herweh       | Bakker-Real-Rotax       | 1:24.88 |
| 3. | Wayne Rainey         | Roberts-Marlboro-Yamaha | 1:25.25 |
| 4. | Carlos Lavado        | Venemotos-Yamaha        | 1:25.26 |
| 5. | Toni Mang            | HB-Yamaha               | 1:25.40 |
| 6. | Sito Pons            | JJ Cobas-Rotax          | 1:25.40 |
| 7. | Mario Rademeyer      | Yamaha                  | 1:25.64 |
| 8. | Jean-Michel Mattioli | Chevallier-Yamaha       | 1:25.66 |
| 9. | Stéphane Mertens     | Yamaha                  | 1:25.76 |
| 10. | Jean-François Baldé  | Pernod                  | 1:25.78 |

### Uitslag 250cc-klasse
| Pos | Coureur              | Merk                     | Tijd | Grid | Punten |
| --- | -------------------- | ------------------------ | ---- | ---- | ------ |
| 1   | Christian Sarron     | Sonauto-Yamaha           |      | 1    | 15     |
| 2   | Toni Mang            | HB-Yamaha                |      | 5    | 12     |
| 3   | Sito Pons            | JJ Cobas-Rotax           |      | 6    | 10     |
| 4   | Guy Bertin           | MBA                      |      |      | 8      |
| 5   | Carlos Lavado        | Venemotos-Yamaha         |      | 4    | 6      |
| 6   | Loris Reggiani       | Kawasaki                 |      |      | 5      |
| 7   | Martin Wimmer        | Yamaha                   |      |      | 4      |
| 8   | Jacques Cornu        | Bakker-Parisienne-Yamaha |      |      | 3      |
| 9   | Jean-François Baldé  | Pernod                   |      | 10   | 2      |
| 10  | Siegfried Minich     | Yamaha                   |      |      | 1      |
| 11  | Richard Hubin        | Yamaha                   |      |      |        |
| 12  | Teruo Fukuda         | Yamaha                   |      |      |        |
| 13  | Jean-Michel Mattioli | Chevallier-Yamaha        |      | 8    |        |
| 14  | Thomas Bacher        | Yamaha                   |      |      |        |
| 15  | Erich Klein          | Rotax                    |      |      |        |
| 16  | Alan Carter          | Roberts-Marlboro-Yamaha  |      |      |        |
| 17  | Donnie McLeod        | Yamaha                   |      |      |        |
| 18  | Herbert Besendorfer  | Yamaha                   |      |      |        |
| 19  | Harald Eckl          | Rotax                    |      |      |        |
| 20  | Manfred Obinger      | Yamaha                   |      |      |        |

### Niet gefinisht
| Coureur             | Merk                    | Oorzaak         | Grid |
| ------------------- | ----------------------- | --------------- | ---- |
| Manfred Herweh      | Bakker-Real-Rotax       | Val             | 2    |
| Hervé Guilleux      | Yamaha                  | Versnellingsbak |      |
| Wayne Rainey        | Roberts-Marlboro-Yamaha | Val             | 3    |
| Patrick Fernandez   | Yamaha                  | Ontsteking      |      |
| Fauso Ricci         | Yamaha                  |                 |      |
| Jacques Bolle       | Pernod                  | Carburatie      |      |
| Karl-Thomas Grässel | Fath-Yamaha             |                 |      |
| Mario Rademeyer     | Yamaha                  | Vastloper       | 7    |
| Stéphane Mertens    | Yamaha                  |                 | 9    |
| Thierry Rapicault   | Sonauto-Yamaha          | Val             |      |
| Roland Freymond     | Parisienne-Honda        | Motor           |      |
| Stefan Klabacher    | Rotax                   |                 |      |

### Niet gestart
| Coureur       | Merk           | Oorzaak  | Grid |
| ------------- | -------------- | -------- | ---- |
| Carlos Cardús | JJ Cobas-Rotax | Blessure |      |

### Niet gekwalificeerd
| Coureur                | Merk            | Oorzaak |
| ---------------------- | --------------- | ------- |
| Thierry Espié          | Chevallier-Beko |         |
| Jean-Louis Guignabodet | Honda           |         |
| Luis Miguel Reyes      | Honda           |         |

### Niet deelgenomen
| Coureur         | Merk             | Oorzaak  |
| --------------- | ---------------- | -------- |
| Iván Palazzese  | Venemotos-Yamaha | Blessure |
| Andy Watts      | EMC-Rotax        |          |
| Maurizio Vitali | MBA              |          |

### Top tien tussenstand 250cc-klasse
| Pos. | Coureur             | Merk                     | Ptn. |
| ---- | ------------------- | ------------------------ | ---- |
| 1    | Christian Sarron    | Sonauto-Yamaha           | 39   |
| 2    | Sito Pons           | JJ Cobas-Rotax           | 35   |
| 3    | Toni Mang           | HB-Yamaha                | 23   |
| 4    | Carlos Lavado       | Venemotos-Yamaha         | 18   |
| 5    | Martin Wimmer       | Yamaha                   | 16   |
| 6    | Patrick Fernandez   | Yamaha                   | 15   |
| 6    | Fausto Ricci        | Yamaha                   | 15   |
| 8    | Jacques Cornu       | Bakker-Parisienne-Yamaha | 13   |
| 9    | Jean-François Baldé | Pernod                   | 12   |
| 10   | Wayne Rainey        | Roberts-Marlboro-Yamaha  | 11   |

## 80cc-klasse
Door het vermogensverschil was er geen enkele spanning in de strijd om de overwinning in de 80cc-klasse. Stefan Dörflinger ging er meteen vandoor en WK-leider Pier Paolo Bianchi leverde korte tijd strijd met Hubert Abold en Gerhard Waibel. Hij moest hen echter laten gaan en Abold werd met een flinke voorsprong op Waibel tweede. Met zijn vierde plaats behield Bianchi in elk geval de leiding in het wereldkampioenschap.
| Door het hogere topvermogen was het snelle circuit uitermate geschikt voor de Krauser-LCR-Zündapps en Pier Paolo Bianchi kwam dan ook ruim 2,5 seconde tekort op Stefan Dörflinger. Eigenaren van een productie-HuVo-Casal kwamen nog meer tekort en hadden bovendien grote problemen door uitlopende Big-end lagers. Volgens het officiële wedstrijdreglement kwalificeerden zich slechts twaalf rijders. De anderen vielen buiten de 107%-regel. Dat vond de organisatie toch wat te gek en men besloot alle 32 rijders tot de race toe te laten. \| 1. \| Stefan Dörflinger \| Krauser-LCR-Zündapp \| 1:35.49 \| \| 2. \| Jorge Martínez \| Derbi \| 1:36.60 \| \| 3. \| Hubert Abold \| Krauser-LCR-Zündapp \| 1:37.75 \| \| 4. \| Pier Paolo Bianchi \| HuVo-Casal \| 1:37.94 \| \| 5. \| Gerhard Waibel \| Seel \| 1:37.94 \| \| 6. \| Willem Heykoop \| HuVo-Casal \| 1:39.98 \| \| 7. \| Hans Müller \| Sachs \| 1:40.34 \| \| 8. \| Reiner Scheidauer \| Seel \| 1:40.95 \| \| 9. \| Hans Spaan \| HuVo-Casal \| 1:41.30 \| \| 10. \| Theo Timmer \| HuVo-Casal \| 1:42.73 \| |                    |                     |         |
| 1. | Stefan Dörflinger  | Krauser-LCR-Zündapp | 1:35.49 |
| 2. | Jorge Martínez     | Derbi               | 1:36.60 |
| 3. | Hubert Abold       | Krauser-LCR-Zündapp | 1:37.75 |
| 4. | Pier Paolo Bianchi | HuVo-Casal          | 1:37.94 |
| 5. | Gerhard Waibel     | Seel                | 1:37.94 |
| 6. | Willem Heykoop     | HuVo-Casal          | 1:39.98 |
| 7. | Hans Müller        | Sachs               | 1:40.34 |
| 8. | Reiner Scheidauer  | Seel                | 1:40.95 |
| 9. | Hans Spaan         | HuVo-Casal          | 1:41.30 |
| 10. | Theo Timmer        | HuVo-Casal          | 1:42.73 |

### Uitslag 80cc-klasse
| Pos | Coureur            | Merk                | Tijd     | Grid | Punten |
| --- | ------------------ | ------------------- | -------- | ---- | ------ |
| 1   | Stefan Dörflinger  | Krauser-LCR-Zündapp | 32:36.85 | 1    | 15     |
| 2   | Hubert Abold       | Krauser-LCR-Zündapp | 32:47.37 | 3    | 12     |
| 3   | Gerhard Waibel     | Seel                | 33:03.33 | 5    | 10     |
| 4   | Pier Paolo Bianchi | HuVo-Casal          |          | 4    | 8      |
| 5   | Jorge Martínez     | Derbi               |          | 2    | 6      |
| 6   | Hans Spaan         | HuVo-Casal          |          | 9    | 5      |
| 7   | Willem Heykoop     | HuVo-Casal          | +1 ronde | 6    | 4      |
| 8   | Hans Müller        | Sachs               | +1 ronde | 7    | 3      |
| 9   | Zdravko Matulja    | Ziegler             | +1 ronde |      | 2      |
| 10  | Thomas Engl        | Sachs               | +1 ronde |      | 1      |
| 11  | Johann Auer        | Eberhardt           | +1 ronde |      |        |
| 12  | Bernd Rossbach     | Casal               | +1 ronde |      |        |
| 13  | Chris Baert        | Eberhardt           | +1 ronde |      |        |
| 14  | Otto Machinek      | Kreidler            | +1 ronde |      |        |
| 15  | Jos van Dongen     | Bakker-Sachs        | +1 ronde | 20   |        |
| 16  | Inge Arends        | Jas                 | +1 ronde |      |        |
| 17  | Gunter Schirnhofer | Honda               | +1 ronde |      |        |
| 18  | Mika-Sakari Komu   | Eberhardt           | +1 ronde |      |        |
| 19  | Hans Koopman       | Kreidler            | +1 ronde | 25   |        |

### Niet gefinisht
| Coureur             | Merk       | Oorzaak | Grid |
| ------------------- | ---------- | ------- | ---- |
| George Looijesteijn | HuVo-Casal |         | 11   |
| Theo Timmer         | HuVo-Casal |         | 10   |
| Reiner Scheidauer   | Seel       |         | 8    |
| Reinhard Koberstein | Seel       |         |      |
| Mario Stocci        | Lusuardi   |         |      |

### Niet deelgenomen
| Coureur          | Merk       | Oorzaak |
| ---------------- | ---------- | ------- |
| Serge Julin      | HuVo-Casal |         |
| Paul Rimmelzwaan | Harmsen    |         |
| Gerd Kafka       | Sachs      |         |
| Claudio Granata  | Garelli    |         |

### Top tien tussenstand 80cc-klasse
| Pos. | Coureur            | Merk                                        | Ptn. |
| ---- | ------------------ | ------------------------------------------- | ---- |
| 1    | Pier Paolo Bianchi | HuVo-Casal                                  | 38   |
| 2    | Stefan Dörflinger  | Krauser-LCR-Zündapp                         | 31   |
| 3    | Hubert Abold       | Krauser-Bakker-Zündapp/ Krauser-LCR-Zündapp | 30   |
| 4    | Hans Spaan         | HuVo-Casal                                  | 19   |
| 5    | Gerhard Waibel     | Seel                                        | 16   |
| 6    | Hans Müller        | Sachs                                       | 13   |
| 6    | Jorge Martínez     | Derbi                                       | 13   |
| 8    | Henk van Kessel    | HuVo-Casal                                  | 12   |
| 9    | Willem Heykoop     | HuVo-Casal                                  | 9    |
| 10   | Reiner Scheidhauer | Seel                                        | 5    |

## Zijspanklasse
Egbert Streuer en Bernard Schnieders hadden een slechte start, maar konden toch als vierde de race aanvangen, achter Rolf Biland/Kurt Waltisperg, Werner Schwärzel/Andreas Huber en Masato Kumano/Helmut Diehl. Streuer passeerde Schwärzel en Kumano vrij gemakkelijk en ging de strijd aan met Biland, die duidelijk moeite had om voorop te blijven. In de veertiende ronde begaf de machine van Biland het en de tweede helft van de race reden Streuer/Schnieders alleen naar de finish, waar ze tien seconden voor Schwärzel/Huber arriveerden. Kumano won het gevecht met Alain Michel en werd met een seconde verschil derde. 
| Egbert Streuer en Bernard Schnieders waren veruit de snelsten tijdens de trainingen. Ze stelden het ronderecord 2,5 seconde scherper en waren ruim 1,5 seconde sneller dan Werner Schwärzel en Andreas Huber, die eindelijk Seymaz de rug hadden toegekeerd en ook een - aerodynamisch betere - LCR-zijspancombinatie hadden aangeschaft. Rolf Biland had zijn machine niet optimaal geprepareerd. Hij klaagde over gebrek aan topvermogen, dat op de steile klim onmisbaar was. \| 1. \| Egbert Streuer/Bernard Schnieders \| LCR-Yamaha \| 1:23.39 \| \| 2. \| Werner Schwärzel/Andreas Huber \| Krauser-LCR-Yamaha \| 1:24.90 \| \| 3. \| Rolf Biland/Kurt Waltisperg \| Krauser-LCR-Yamaha \| 1:25.23 \| \| 4. \| Derek Jones/Brian Ayres \| LCR-Yamaha \| 1:26.03 \| \| 5. \| Steve Webster/Tony Hewitt \| LCR-Yamaha \| 1:26.23 \| \| 6. \| Masato Kumano/Helmut Diehl \| LCR-Yamaha \| 1:26.40 \| \| 7. \| Alain Michel/Jean-Michel Fresc \| Krauser-LCR-Yamaha \| 1:26.51 \| \| 8. \| Theo van Kempen/Geral de Haas \| LCR-Yamaha \| 1:26.57 \| \| 9. \| Hans Hügli/Andreas Schütz \| LCR-Yamaha \| 1:27.07 \| \| 10. \| Wolfgang Stropek/Hans-Peter Demling \| LCR-Yamaha \| 1:27.14 \| |                                     |                    |         |
| 1. | Egbert Streuer/Bernard Schnieders   | LCR-Yamaha         | 1:23.39 |
| 2. | Werner Schwärzel/Andreas Huber      | Krauser-LCR-Yamaha | 1:24.90 |
| 3. | Rolf Biland/Kurt Waltisperg         | Krauser-LCR-Yamaha | 1:25.23 |
| 4. | Derek Jones/Brian Ayres             | LCR-Yamaha         | 1:26.03 |
| 5. | Steve Webster/Tony Hewitt           | LCR-Yamaha         | 1:26.23 |
| 6. | Masato Kumano/Helmut Diehl          | LCR-Yamaha         | 1:26.40 |
| 7. | Alain Michel/Jean-Michel Fresc      | Krauser-LCR-Yamaha | 1:26.51 |
| 8. | Theo van Kempen/Geral de Haas       | LCR-Yamaha         | 1:26.57 |
| 9. | Hans Hügli/Andreas Schütz           | LCR-Yamaha         | 1:27.07 |
| 10. | Wolfgang Stropek/Hans-Peter Demling | LCR-Yamaha         | 1:27.14 |

### Uitslag zijspanklasse
| Pos | Coureur              | Bakkenist          | Merk               | Tijd     | Grid | Punten |
| --- | -------------------- | ------------------ | ------------------ | -------- | ---- | ------ |
| 1   | Egbert Streuer       | Bernard Schnieders | LCR-Yamaha         | 38"39'08 | 1    | 15     |
| 2   | Werner Schwärzel     | Andreas Huber      | Krauser-LCR-Yamaha | 38"49'20 | 2    | 12     |
| 3   | Masato Kumano        | Helmut Diehl       | LCR-Yamaha         | 39"00'80 | 6    | 10     |
| 4   | Alain Michel         | Jean-Marc Fresc    | Krauser-LCR-Yamaha |          | 7    | 8      |
| 5   | Derek Jones          | Brian Ayres        | LCR-Yamaha         |          | 4    | 6      |
| 6   | Hans Hügli           | Andreas Schütz     | LCR-Yamaha         |          | 9    | 5      |
| 7   | Theo van Kempen      | Geral de Haas      | LCR-Yamaha         | +1 ronde | 8    | 4      |
| 8   | Hein van Drie        | Willem van Dis     | LCR-Yamaha         | +1 ronde | 15   | 3      |
| 9   | Hans-Rüdi Christinat | Markus Fährni      | LCR-Yamaha         | +1 ronde |      | 2      |
| 10  | Wolfgang Stropek     | Hans-Peter Demling | LCR-Yamaha         | +1 ronde | 10   | 1      |
| 11  | Steve Abbott         | Shaun Smith        | Windle-Yamaha      | +1 ronde |      |        |
| 12  | Alfred Zurbrügg      | Martin Zurbrügg    | LCR-Yamaha         | +1 ronde |      |        |
| 13  | Markus Egloff        | Urs Egloff         | LCR-Yamaha         | +1 ronde |      |        |
| 14  | Amedeo Zini          | Carlo Sonaglia     | LCR-Yamaha         | +1 ronde |      |        |
| 15  | Dennis Bingham       | Julia Bingham      | LCR-Yamaha         | +1 ronde |      |        |
| 16  | Mick Barton          | Simon Birchall     | LCR-Suzuki         | +1 ronde |      |        |

### Niet gefinisht
| Coureur       | Bakkenist       | Merk               | Oorzaak   | Grid |
| ------------- | --------------- | ------------------ | --------- | ---- |
| Derek Bayley  | Brian Nixon     | LCR-Yamaha         |           |      |
| Steve Webster | Tony Hewitt     | LCR-Yamaha         |           | 5    |
| Rolf Biland   | Kurt Waltisperg | Krauser-LCR-Yamaha | Vastloper | 3    |

### Niet gekwalificeerd
| Coureur      | Bakkenist             | Merk        | Oorzaak   |
| ------------ | --------------------- | ----------- | --------- |
| Martin Kooij | Raimond van den Groep | Kova-Yamaha | Technisch |

### Top tien tussenstand zijspanklasse
Conform wedstrijduitslag

## Trivia

### Met de beste bedoelingen…
Voorafgaand aan de trainingen liet de organisatie het circuit reinigen met een borstelwagen. De machine lekte echter tientallen liters hydraulische olie op de baan, waardoor de trainingen bijna een halve dag moesten worden uitgesteld om dit weer op te ruimen. 

### Passagiers genoeg
Alain Michel was het seizoen begonnen Hans Mainka, maar was tijdens een race om het Europees kampioenschap bijna in de hekken gevlogen, volgens zijn zeggen mede door de onervaren Mainka. Michel Fresc werd zijn achtste bakkenist. De eerste was Bernard Garcia, die zich in 1977 plotseling niet meer in het rennerskwartier durfde te vertonen nadat hij een affaire met andermans echtgenote had gehad. Hij werd vervangen door Gérard Lecorre. Daarna kwam Stuart Collins, die al ervaring had opgedaan bij Bill Crook en Malcolm Hobson. In 1980 werd het eerst de Belg Paul Gérard die stopte nadat hij een hartaanval had gehad. Hij werd vervangen door Michael Burkhardt. In 1983 volgde Claude Monchaud, daarna heel even Mainka en nu dus Fresc. 

### Smeekbede verhoord
Loris Reggiani had bij de organisatie moeten smeken om met zijn Kawasaki überhaupt aan de training deel te mogen nemen. Men gaf hem uiteindelijk startnummer 53. In de race eindigde hij als zesde.

### Snelle tijden
Randy Mamola had op zaterdag, toen Freddie Spencer een ronde van 1:19.20 had gereden, al gezegd dat een ronde van 1:18.50 met een driecilinder Honda onmogelijk was. Toch kwam hij met een ronde van 1:18.15 op poleposition te staan. Eddie Lawson twijfelde aan die tijd: "Randy is hier zeer geliefd. Vorig jaar hebben ze hem ook de snelste ronde geschonken." Mamola's eigen team klokte zelf ook een tragere tijd, maar manager Jim Doyle vertelde dat dit voor alle Amerikanen het geval was.

### Laatste kans
Virginio Ferrari zat bij het Marlboro-Yamaha-team van Giacomo Agostini op de schopstoel. Voor sommige van zijn slechte resultaten was een excuus, zoals een gebroken been tijdens de Spaanse Grand Prix, maar zijn opgave in Zuid-Afrika en zijn achtste plaats in de GP des Nations werden hem aangerekend. Men had al een opvolger in gedachten: Wayne Gardner, die met zijn productie-Honda RS 500 R vierde was geworden in de GP des Nations, maar door zijn contract met Honda-Britain voornamelijk in Groot-Brittannië reed. In deze race reed Ferrari de meest vreemde lijnen en hij kwam aan de pit met klachten over het weggedrag van zijn Yamaha. Men verstelde de stuurdemper en met een ronde achterstand sloot Ferrari achter Rob McElnea aan om slechts veertiende te worden. 

### Doe-het-zelf
Hoewel Albert Siegers, de monteur van de verongelukte Jack Middelburg, zich intussen bij het team van Egbert Streuer had gevoegd, deed Streuer het meeste tuning zelf. Rolf Biland weet zijn technische problemen aan tuner Romero Folghera, die naar het team van Parisienne was vertrokken. Biland verdacht Folghera er zelfs van dat hij de beste Hummel-cilinders voor Jacques Cornu had bewaard. 

### Verwondingen
Toen Hein van Drie na afloop van de zijspanrace naar de dokter ging omdat een steen zijn linkerteen had opengesneden, trof hij daar Theo van Kempen, die werd geholpen aan brandwonden. Zijn uitlaatdempers waren tijdens de race verdraaid en stonden precies gericht op zijn rechterhand en -been. 
1927 · 1928 · 1929 · 1930 · 1947 · 1948 · 1950 · 1951 · 1952 · 1953 · 1954 · 1955 · 1956 · 1957 · 1958 · 1959 · 1960 · 1961 · 1962 · 1963 · 1964 · 1965 · 1966 · 1967 · 1968 · 1969 · 1970 · 1971 · 1972 · 1973 · 1974 · 1975 · 1976 · 1977 · 1978 · 1979 · 1981 · 1982 · 1983 · 1984 · 1985 · 1986 · 1987 · 1988 · 1989 · 1990 · 1991 · 1993 · 1994 · 1996 · 1997 · 2016 · 2017 · 2018 · 2019 · 2020 · 2021 · 2022 · 2023 · 2024 · 2025